# Huis Collendoorn

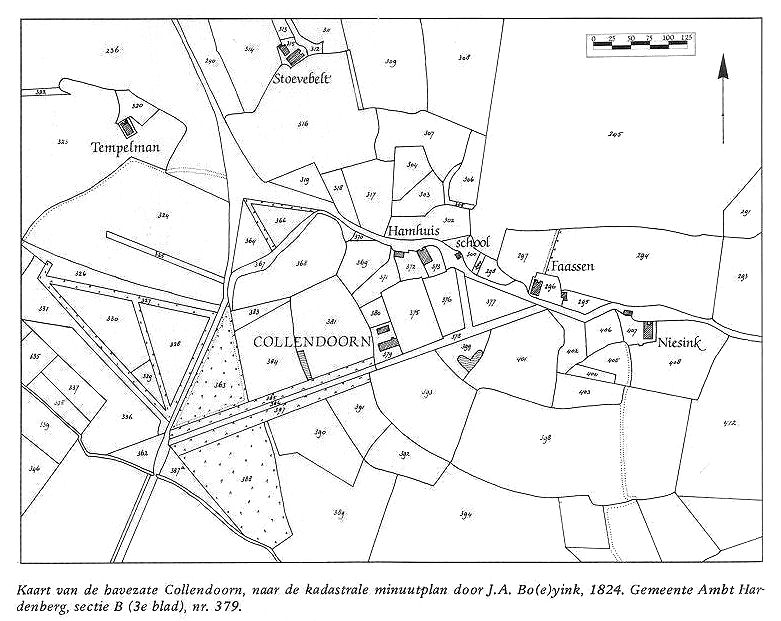
Kadasterkaart Collendoorn 1824

Huis Collendoorn, ook genaamd De Collendoorn, was een havezate gelegen in de buurtschap Collendoorn in de gemeente Ambt-Hardenberg, thans Hardenberg in Overijssel. Aan de havezate Collendoorn was een leenkamer verbonden, waarvan de lenen achterlenen waren van de proosdij van Sint-Lebuïnus in Deventer, de graaf van Bentheim, en de heer van het Huis Ten Clooster. Deze leenkamer werd na de afschaffing van het leenstelsel in 1798 opgeheven.

## Geschiedenis
Rond 1500 woont op de havezate Huis De Hofstede in de buurtschap Collendoorn  de edelman Boldewijn Blankvoort tot de Hofstede, die gehuwd is met Aleid van Armelo. Hun zoon Lubbert Blankvoort koopt in 1539 de Oldenhof. Hij geeft deze havezate de nieuwe naam "De Collendoorn". Lubbert doet pogingen om in de Ridderschap van Overijssel te worden verschreven. Na enkele weigeringen lukt het uiteindelijk in 1546.
Het bezit van de havezate geeft recht tot de Ridderschap en later het Provinciaal Bestuur van Overijssel.
Na vererving aan verschillende Blankvoorts wordt het landgoed op 5 februari 1721 overgedragen aan Pico Galenus van Sytzama, gehuwd met erfdochter Janna Judith Blankvoort. De dochter van Van Sytzama, de bekende dichteres Clara Feyoena, huwt Isaak Reinder van Raesfelt tot Heemse en Gramsbergen. De Collendoorn komt dan in eigendom van de Van Raesfelts.

## Bezittingen
Er zijn geen afbeeldingen of foto's van het huis maar uit een advertentie in de Zwolsche Courant en een boedelbeschrijving door notaris A. van Riemsdijk in 1821 blijkt dat het huis beneden rechts en links van de gang een grote voorkamer, een kleinere kamer, een keuken met pomp, een kelder en een opkamer had. Boven waren nog drie voorkamers en een achterkamer, een overloop met knechten-, meiden- en provisiekamers. Bovendien was er een bezoldering over het hele huis. Er naast aangebouwd was een boerenbehuizing met een wagenschuur. Los van het huis stond een veeschuur voor 6 paarden en 7 koeien. Het gebouw was omgeven met moes- en siertuinen, waarin, volgens de beschrijving "exquise vrugtboomen van alderhande zoort" stonden.

## Bewoners
Bij de volkstelling in 1748 blijkt het huis Collendoorn bewoond te zijn door de vroegere rentmeester van landgoed De Groote Scheere, Engbert Rutger Vaassen (van Faassen), met vrouw, drie kinderen, zijn vader Jannes, een knecht en een dienstbode. Evert Elbert Anthony van Raesfelt verkoopt de Collendoorn rond 1750 aan Reindert Borchart Rutger graaf van Rechteren tot Gramsbergen. Op 14 maart 1771 wordt Huijs Collendoorn met 5 bijbehorende pachtboerderijen getaxeerd op fl. 25.470  en op 21 maart 1771 verkocht aan Adolf Henrik graaf van Rechteren. Diens broer, Christiaan Lodewijk graaf van Rechteren, is in 1775 gehuwd met Clara Feyoena's  dochter, Ermgard Ebella van Raesfelt. Deze Christiaan Lodewijk is kapitein ter zee bij de Admiraliteit van Friesland en neemt in 1776 het Huis Collendoorn over van zijn broer. In 1788 wordt hij benoemd tot drost van IJsselmuiden. Dochter Maria Clara van Rechteren huwt op 7 juli 1796 met jonkheer Jacob van Foreest. Christiaan Lodewijk sterft op 12 augustus 1820 op Huize Welgelegen en wordt in Heemse begraven. Van Foreest erft via zijn echtgenote de Collendoorn. Hij woont echter op Huis Heemse. In 1842 verkoopt hij de havezate uiteindelijk aan de Collendoornse schoolmeester Jan van de Poll. Het Huis, of wat er van over is, vererft aan nazaten van Van de Poll. In 1899 koopt Roelof Geertjes het goed.

## Verval van de havezate
In 1907 wordt op het terrein een nieuwe boerderij gebouwd. In 1930 erft de dochter van Geertjes, Zwaantje Geertjes, met haar echtgenoot Frederik Jan Meijerink het goed.
De resten van het vervallen Huis Collendoorn werden in 1914 gesloopt. Uiteindelijk rest er nog een oude waterput en een deel van de gracht op het erf van de Meijerinks en is ter plaatse nog vaag de oorspronkelijk oprijlaan naar de havezate te herkennen.

## Beelden anno 2012

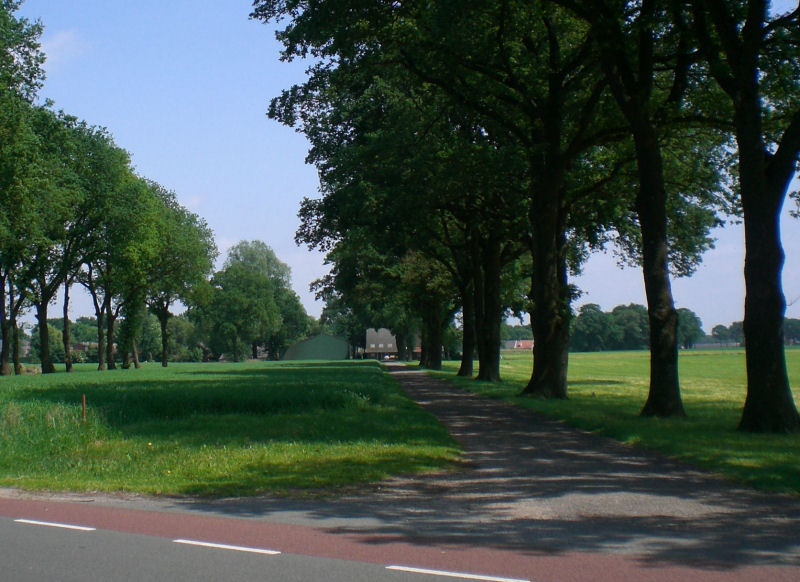
Hier lag de oprijlaan
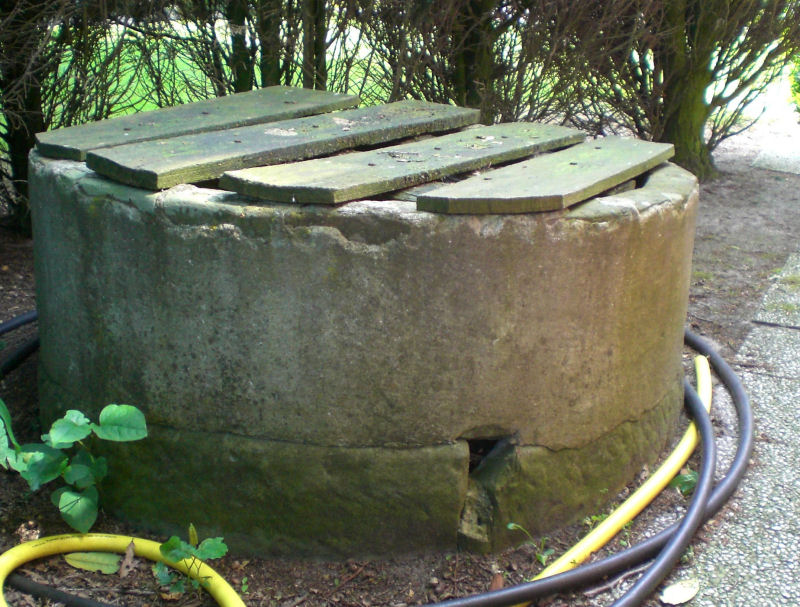
De oude waterput
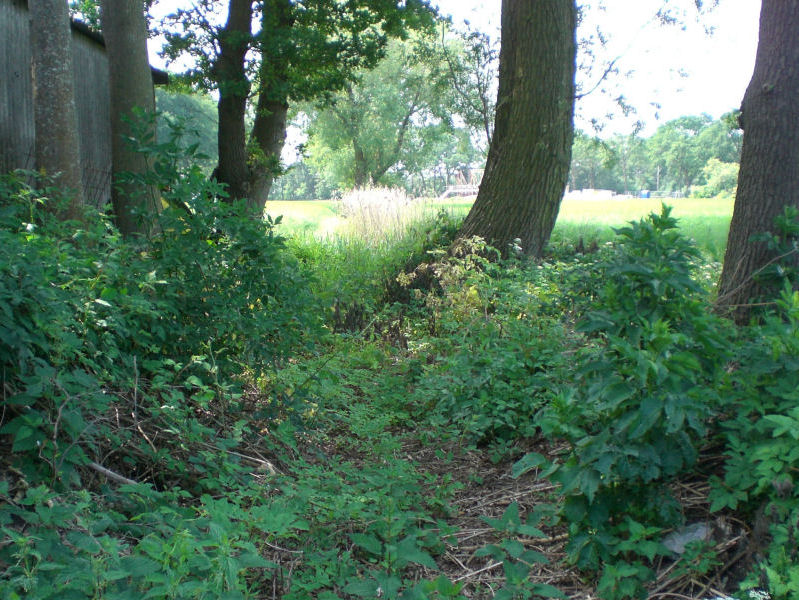
Deel van de oude gracht
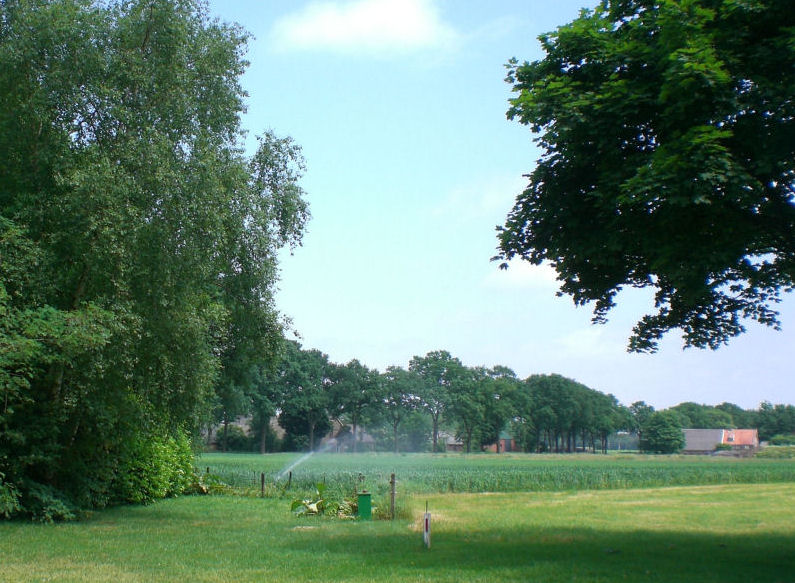
Havezate lag waar nu tarweveld is

Ahnem · Den Alerdinck · Arendshorst · Arkelstein · Averbergen · Beerze · Den Berg · Bergentheim · Blankena · Borgele · Boskamp · Boxbergen · Bredenhorst · Buckhorst · Campherbeek · Collendoorn · Den Dam · Dieze · Dingshof · Den Doorn · Hof te Dorth · Eerde · Egede · De Gelder · Gerner · Glinthuis · Gramsbergen · De Groote Scheere · De Grote Weede · De Haere · Haerst · Hagenvoorde · Heemse · Herxen · Hoenlo · Hofstede · 't Hogeholt · Hogenhof · 't Hoogehuis · Junne · Kranenburg · Krijtenberg · De Kuile · Het Laar · Langeveldslo · Leemcule · Luttenberg · Melenhorst · Mennigjeshave · Nijenhuis · Oosterveen · Den Ordel · De Pol · Pothof · Rande · Rechteren · Het Reelaer · Rhaan · Rollecate · Rutenberg · Schoonheten · Schuilenburg · Vechterweerd · Velner · Venebrugge · Verborg · Voorst · Vrieswijk · Werkeren · Westerveld · Windesheim · Wittenstein · Wolfshagen · Zuthem